# Henning Mankell
Henning Mankell (n. 3 februarie 1948, Stockholm, Suedia – d. 5 octombrie 2015, Göteborg, Suedia) a fost un regizor de teatru și scriitor suedez.

## Date biografice
Henning Mankell s-a născut în Stockholm, părinții fiind Ivar Henningsson Mankell și Ingrid Birgitta Mankell, bunicul fiind compozitorul Henning Mankell. Pe când avea un an, părinții se despart. Va locui împreună cu tatăl și cu sora mai mare la început în Sveg în Härjedalen, unde tatăl lui va lucra ca judecător, apoi în Borås în Västergötland. Mama sa se va sinucide, când el avea douăzeci de ani.
De tânăr și-a dorit să devină scriitor, dar având interese și pentru teatru, în Skara s-a orientat spre un studiu de actorie. Henning Mankell începe în 1966 cariera sa în teatru ca regizor asistent la Riks-Theater în Stockholm. La sfârșitul anilor 1960, Mankel a dus și o viață politică activă și a participat împreună cu alții la protestele împotriva războiului din Vietnam, războiului din coloniile portugheze in Africa și a regimului Apartheid în Africa de Sud.
Prietena sa fiind norvegiancă, se mută în Norvegia, unde va lucra și trăi majoritatea anilor 1970. La începutul anului 1970 începe să editeze proză. În 1973 publica primul roman. În timpul anilor petrecuți în Norvegia vine în contact cu o formă a comunismului, maoismul, și participă activ la ea, fără însă a deveni membru. Multe din aceste motive și experințe personale vor fi prelucrate în romanul Der Chinese.
În cărțile lui, tema politică și economică vor ocupa un mare spațiu. Din 1980 locul de activitate se îndreaptă tot mai mult spre Mozambic, unde participă la construcția unui teatru.
Mankell a trăit în Suedia și în Maputo (Mozambic), unde a contribuit ca regizor de teatru la dezvoltarea culturală a orașului și a țării. Publică mai multe cărți, unde descrie experința lui în Africa. Este căsătorit a treia oară cu a doua fiică a regizorului Ingmar Bergman , Eva Bergman, care este regizor de teatru.

## Premii
- 1991: Svenska Deckarakademin (National) pentru Mördare utan ansikte
- 1992: Glasnyckel (Scandinavia) pentru Mördare utan ansikte
- 1993: Deutscher Jugendliteraturpreis pentru cartea pentru copii Der Hund, der unterwegs zum Stern war
- 1995: Svenska Deckarakademin (National) pentru Villospår
- 1996: Astrid Lindgren-premiu (Suedia)
- 1998: Romanul polițist finlandez-premiu (International) pentru "Kommissar-Wallander-Reihe"
- 2000: Prix Mystère de la critique pentru Villospår
- 2001: Gold Dagger pentru Sidetracked
- 2005: Gumshoe Awards (Best European Crime Novel) pentru The Return of the Dancing Master
- 2008: Goldene Feder pentru opera sa literară
- 2008: Corine pentru Der Chinese

## Opere

### Personajul Kurt Wallander

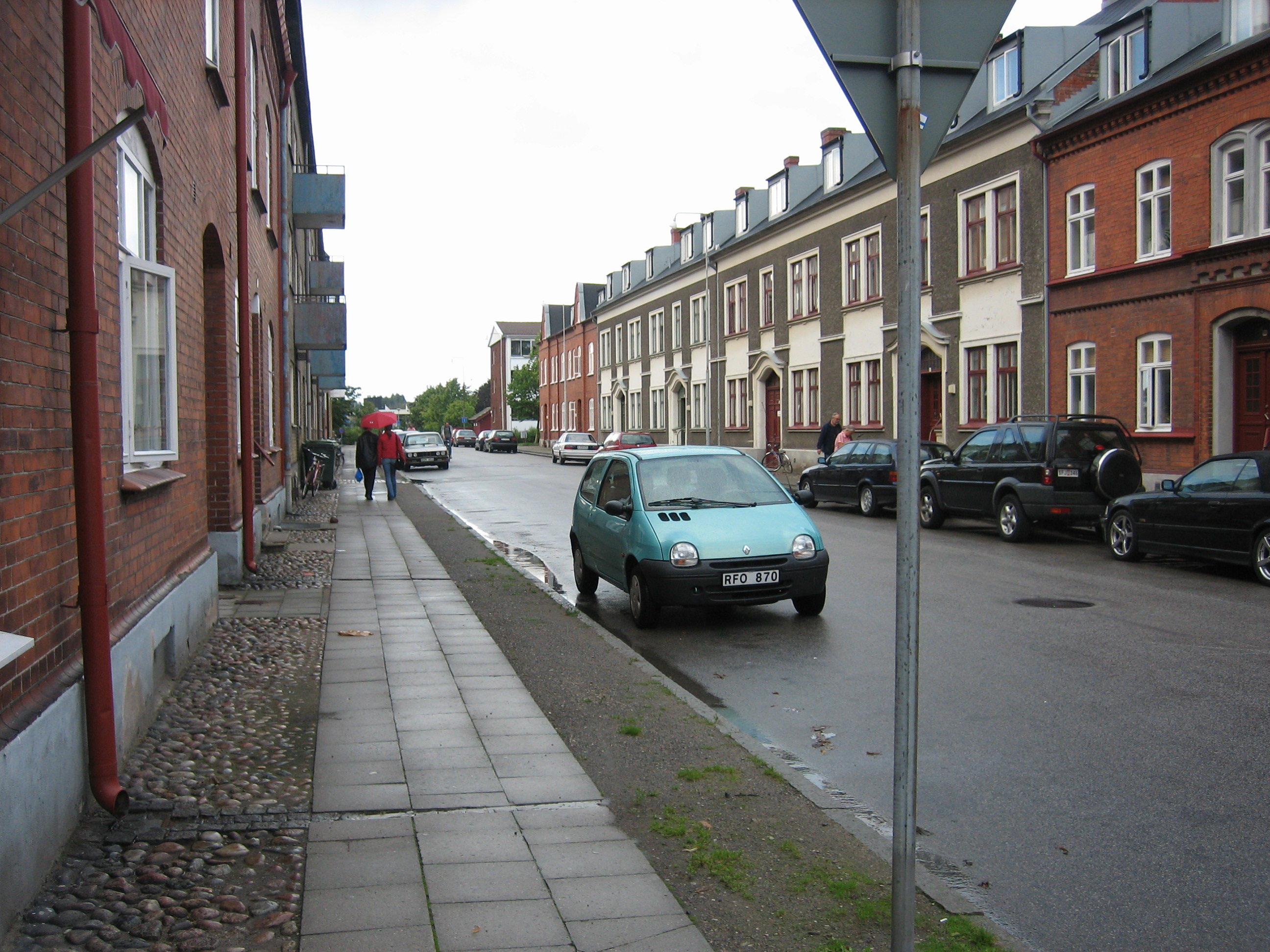
Mariagatan in Ystad

Kurt Wallander este personajul principal fictiv a celor mai multe romane polițiste a lui Henning Mankell. Contemplativul și introvertitul comisar de poliție locuiește într-un mic oraș din sudul Suediei, Ystad, pe strada Mariagatan. El apare în serialul Mankells Wallander.

### Vedere cronologică a romanelor
- Bergsprängaren, 1973
- Sandmåleren, 1974
- Vettvillingen, 1977
- Fångvårdskolonin som försvann, 1979
- Dödsbrickan, 1980
- En seglares död, 1981
- Daisy Sisters, 1982
- Apelsinträdet, 1983
- Älskade syster, 1983
- Sagan om Isidor, 1984
- Leopardens öga, 1990
- Hunden som sprang mot en stjärna, 1990
- Skuggorna växer i skymningen, 1991
- Mördare utan ansikte, 1991 (rom.  Ucigași fără chip, 2006, ISBN 973-645-217-4
- Katten som älskade regn, 1992
- Hundarna i Riga, 1992
- Mannen som log, 1994
- Comédia infantil, 1995
- Eldens hemlighet, 1995
- Villospår, 1995
- Pojken som sov med snö i sin säng, 1996
- Den femte kvinnan, 1996
- Steget efter, 1997
- Brandvägg, 1998
- Berättelse på tidens strand, 1998
- Resan till världens ände, 1998
- Pyramiden, 1999
- Fotografens död, 1999
- I sand och i lera, 1999
- Labyrinten, 2000
- Danslärarens återkomst, 2000
- Vindens son, 2000
- Tea-Bag, 2001
- Innan frosten, 2002
- Jag dör, men minnet lever, 2003
- Djup, 2004
- Kennedys hjärna, 2005
- Italienska skor, 2006
- Kinesen, 2008

### Seria de televiziune „Mankells Wallander“
Personajul memorabil Kurt Wallander, a fost jucat până în 2007 de actorul suedez Rolf Lassgård.
Din 2005 există o coproducție internațională, în care rolul comisarului Kurt Wallander este jucat de actorul Krister Henriksson.
Lista actorilor care au interpretat rolurile seriei:
- Krister Henriksson: Kurt Wallander
- Johanna Sällström: Linda Wallander
- Ola Rapace: Stefan Lindman
- Mats Bergman: Nyberg
- Douglas Johansson: Martinsson
- Fredrik Gunnarsson: Svartman
- Angela Kovacs: Ann-Britt Höglund
- Marianne Mörk: Ebba
- Stina Ekblad: Karin Linder
- Chatarina Larsson: Lisa Holgersson

Actrița personajului Linda Wallander, Johanna Sällström, moare la 13 februarie 2007 în plină vârstă de 32 de ani.
Este pregătită la televiziunea britanică BBC o nouă serie-Wallander cu Kenneth Branagh în rolul principal.

### Drame
- Butterfly Blues
- Timpul în întuneric
- Antilopele

### Interviuri
- Henning Mankell: „Ich hatte einen Traum vom Ende der Menschheit“ (FAZ, 20. Oktober 2006)
- Henning Mankell: „Ich mag keine Serienkiller“  Arhivat în 2 mai 2009, la Wayback Machine. (kaindlstorfer.at, Abdruck: Tagesanzeiger, Zürich 15. März 2000)